# Suprématisme
Cet article concerne le mouvement d'art moderne. Pour l'idéologie de supériorité, voir suprémacisme.

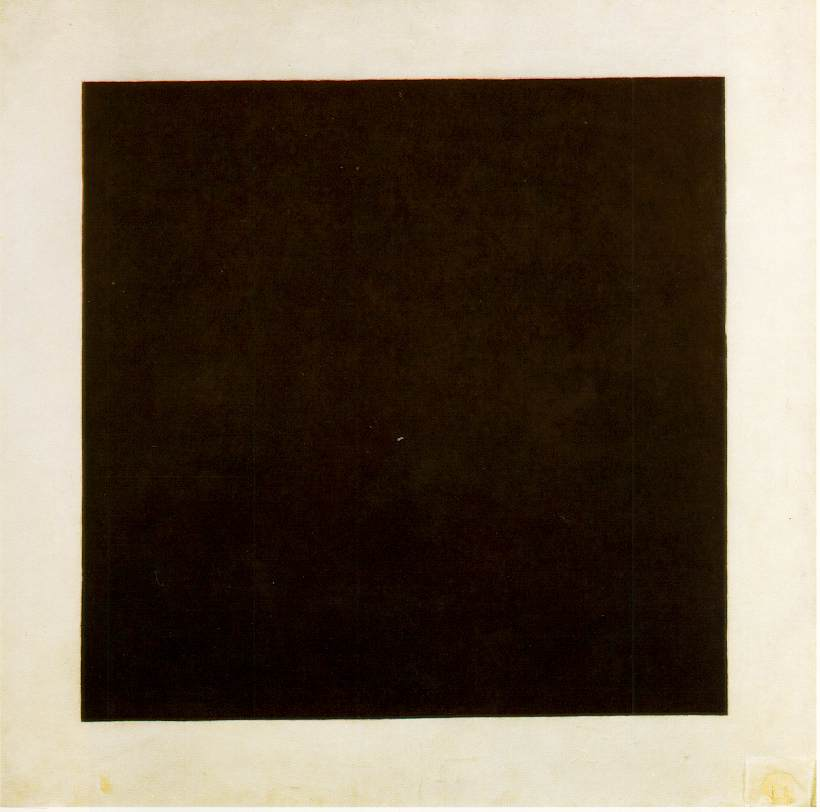
Kazimir Malevitch, Carré noir sur fond blanc (Quadrangle), 1915, huile sur toile, musée russe (Saint-Pétersbourg).

Le suprématisme est un mouvement d'art moderne et abstrait, né en Russie, au début du XXe siècle. Son créateur est Kasimir Malevitch (1878-1935), qui présente en 1915 un premier ensemble de 39 tableaux suprématistes lors de la « Dernière exposition futuriste de tableaux 0.10 (zéro-dix) », tenue à Saint-Pétersbourg du 19 décembre 1915 au 19 janvier 1916. En fait partie Quadrangle, surtout connu comme Carré noir sur fond blanc, que Malevitch forgera plus tard en œuvre emblème du suprématisme,.
Le suprématisme se développe à partir de 1915 avec Malevitch, mais aussi Lazar Lissitzky, Ivan Klioune, Ivan Puni ou Olga Rozanova, toujours en Russie. Ce mouvement est à rapprocher du constructivisme, apparu peu après et toujours en Russie.

## Naissance
Kasimir Malevitch, ancien cubo-futuriste, travaille en 1913 avec le poète Alexeï Kroutchenykh et le compositeur Mikhaïl Matiouchine à l'opéra Victoire sur le soleil. Cette œuvre chantait la supériorité de l'Homme obtenue par la machine. Malevitch était le scénographe : pour l'acte I, il décide d'utiliser un immense carré bicolore comme toile de fond. Cette décision constitue un pivot dans sa production puisqu'elle enclenche des réflexions qui mèneront à la conception du suprématisme.

## Principes esthétiques du suprématisme
Malevitch se base encore sur l'aspect géométrique, les couleurs primaires et le mouvement dynamique du cubo-futurisme pour développer la théorie du suprématisme. Ses recherches formelles le mèneront sur de nouvelles voies plastiques. Une grande partie de son œuvre reposera sur la construction d'unités géométriques et de surfaces chromatiques qu'il s'efforcera de placer en équilibres dynamiques.

### Forme
Les formes utilisées par ce mouvement sont essentiellement bidimensionnelles et répondent à la bidimensionnalité du médium. Les trois formes de base sont le carré, le cercle et la croix. Le carré était la forme préférée de Malevitch puisque c'est une forme scientifique et non naturelle, basique, universelle et c'est à partir de cette forme qu'il élabore les autres.
Le suprématisme est l'aventure artistique et spirituelle d'un seul homme, Kasimir Malevitch, avec qui d'autres artistes font un bout de chemin sans le suivre très longtemps. En décembre 1915, Malevitch présente plus de trente peintures abstraites : l'exposition pseudo-futuriste « 0.10 », à Petrograd. Il fait imprimer une plaquette intitulée Du cubisme et du futurisme au suprématisme, un nouveau réalisme pictural. Pourquoi « suprématisme » ? Parce que l'artiste pose en principe la suprématie du sentiment pur qui trouve un équivalent dans la forme pure, dégagée de toute signification symbolique (rationnelle ou irrationnelle). Le vocabulaire de formes se limite au carré, au cercle et à la croix. Pourquoi « nouveau réalisme » ? Parce que, expliquent ses amis Ivan et Xénia Puni, « la relation entre les éléments révélés dans le tableau constitue une nouvelle réalité, point de départ de la nouvelle peinture ».
Ce degré zéro de la peinture, Malevitch l'a déjà atteint à cette date avec son Carré noir sur fond blanc. Le tableau ne comporte plus que des formes pures et des couleurs pures. Il ne renvoie à aucune autre réalité que la sienne. À partir de là, Malevitch prévoit que la peinture va s'envoler dans un espace immatériel. Il ira même jusqu'à accrocher ses toiles au plafond pour prouver la véracité de ses dires. Pendant que les autres suprématistes exploitent les ressources plastiques de la couleur et de la forme pures, dans le domaine de la peinture, mais aussi de la sculpture (Ivan Puni) et du collage-assemblage (Olga Rozanova), Malevitch s'engage de plus en plus dans la quête mystique d'un monde sans objet, ou monde de la non-représentation. Il aboutit ainsi au Carré blanc sur fond blanc de 1918. La libération est accomplie, puisque le blanc est ce néant dévoilé, cet espace infini désormais ouvert à tous les artistes. Ayant franchi cette ultime étape au-delà de laquelle la peinture n'est plus perceptible, il propage l'évangile suprématiste à Vitebsk, où il enseigne à partir de novembre 1919 à l'école artistique de Vitebsk dirigée par Marc Chagall.

### Couleurs

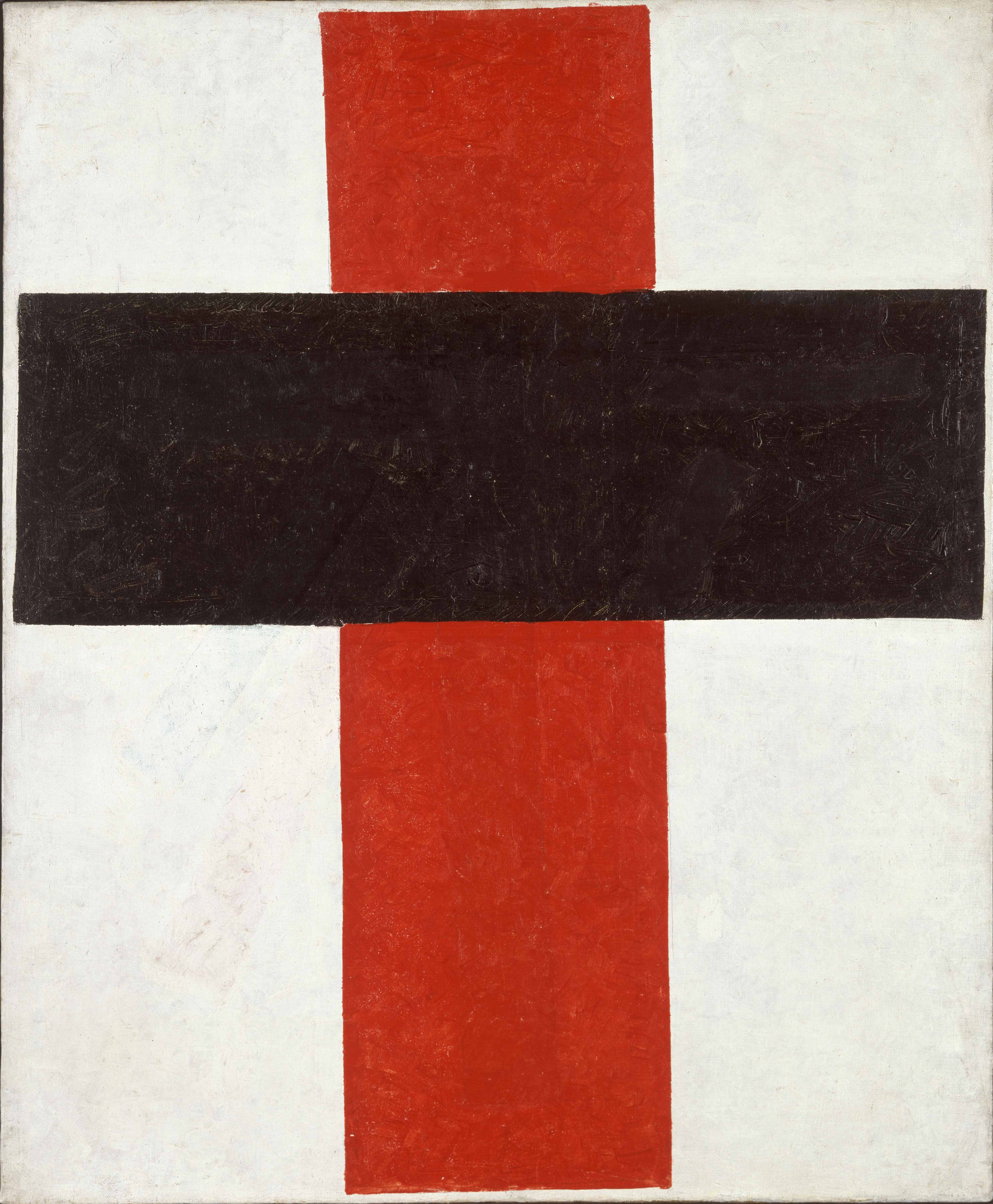
Tableau de Malevitch.

Il y a trois catégories de couleurs chez les suprématistes. Premièrement, le fond est blanc, afin de représenter l'espace infini. Le noir est réservé à la figure emblématique du carré et les couleurs primaires pour le reste.

### Espace
Pour les suprématistes, l'espace dépasse la représentation en trois dimensions et s'inspire des théories géométriques de la quatrième dimension. Cette forme d'espace est conçue de plusieurs couches de dimensions au travers desquelles les formes évoluent.
Dans l'œuvre de Malevitch, la quatrième dimension fusionne le temps et l'espace : ces deux éléments permettent aux formes d'évoluer librement. Les formes sont fixes dans les trois premières dimensions mais elles se trouvent activées au travers de la quatrième dimension.
Le sujet d'une œuvre suprématiste est la capture d'un moment de l'évolution des formes dans les dimensions. Malevitch représente dans ses œuvres un univers infini en blanc dans lequel flottent, montent ou chutent des formes géométriques. Il remet la responsabilité au spectateur pour la compréhension de ses compositions. Le spectateur doit visualiser les formes avec leurs multiples positions au travers des dimensions afin de comprendre une œuvre suprématiste.

### Sens dans la perspective de l'histoire de l'art
Issu d'un cheminement initiatique et d'une réflexion métaphysique, le suprématisme de Malevitch, au même titre que l'art de Mondrian ou de Kandinsky, révèle le substrat spiritualiste et mystique des avant-gardes en grande partie issues du mouvement symboliste de la fin du XIXe siècle. Loin d'un formalisme absolu qui ne serait qu'expérimentation plastique, le suprématisme annonce comment l'art abstrait et une grande partie des manifestations artistiques du XXe siècle s'inscrivent dans le sillage de la réflexion idéaliste. Chez Malevitch, l'abstraction relève d'un absolu métaphysique et non pas d'une déconstruction plastique dénuée de sens.